# Oe (demo)
Oe, noto anche nella variante eufonica Ea (in greco antico: Ὀή o Οἴη?, Oḗ o Oíē; demotico Ὀῆθεν, traslitterato in Oêthen, o Οἰῆθεν, traslitterato in Oiêthen), era un demo dell'Attica.

## Etimologia
Il nome del demo potrebbe derivare da quello di una figlia di Cefalo.

## Collocazione
La collocazione di questo demo è deducibile da quanto annotato da uno scoliaste a proposito di un passo dell’Edipo a Colono di Sofocle, dato che forse era molto esperto di toponomastica attica o aveva consultato fonti autorevoli.
Nella tragedia, quando Creonte sequestra le figlie di Edipo conducendole verso Tebe ma Teseo le fa riportare indietro mettendole in salvo, il coro specula sul luogo dell'incontro tra il re ateniese e le due donne, che avrebbe potuto avere come teatro o un tempio di Apollo, o Eleusi, o il fianco occidentale della collina, vicino a dove si trovava questo demo. Questi tre luoghi dovevano essere quindi vicini tra di loro e sulla strada tra Colono e Tebe.
A proposito del primo sito, però, non si sa esattamente se come tempio di Apollo si intenda quello presente nel passo stesso o quello sito nel demo. Quest'ultimo sarebbe stato equidistante tra la città di Tebe e il demo di Colono nella strada passante per la pianura Triasia. A seconda della differente interpretazione, la battaglia che sarebbe scoppiata tra i due, come detto da William Martin Leake, avrebbe potuto svolgersi nella pianura Triasia o in quella di Eleutere. Il demo di Eleusi non è nominato dal poeta in modo esplicito, mentre il terzo sito è indicato dallo scoliaste come prossimo al demo di Oe e come vicino a una roccia bianca detta nel testo originario "cima innevata", nonostante ciò risultasse contraddittorio in paragone all'altitudine limitata di quei monti. Tale roccia sarà poi identificata anche come "roccia levigata".
Potendo escludere per l'identificazione del sito la parte della catena montuosa che si trova a sud del passo del Dhafni, poiché appartiene al demo di Coridallo, non è sulla via per Tebe e non si affaccia su alcuna piana sul fianco occidentale, si deduce che questo demo potrebbe essere sito a nord-est del moderno centro di Aspropyrgos, nella pianura Triasia, sul versante occidentale del monte Egaleo, ai piedi del Kalistiri, necessariamente a nord del Pecilo, il passo ai cui piedi mette in comunicazione la pianura ospitante Atene con quella Triasia, essendo queste separate dall'Egaleo.

## Nella letteratura
- A questo demo apparteneva l'Eratostene per il cui omicidio Lisia scrisse l'orazione Per l'uccisione di Eratostene.